# Meyronne
Meyronne é uma comuna francesa na região administrativa de Occitânia, no departamento de Lot. Estende-se por uma área de 8,04 km². Em 2010 a comuna tinha 281 habitantes (densidade: 35 hab./km²).